# Patalillo
Patalillo è un distretto della Costa Rica facente parte del cantone di Vázquez de Coronado, nella provincia di San José.